# メタルギア
『メタルギア』（METAL GEAR、略称: MG）は、1987年7月13日に日本のコナミから発売されたMSX2用ステルスゲーム。同社の『メタルギアシリーズ』の第1作である。ゲーム・デザインは本作で監督デビューした小島秀夫。
本作はソリッド・スネークのFOXHOUND隊員としての初陣となった事件「アウターヘブン蜂起」を描き、なるべく戦闘を回避しながら敵から隠れながら進む。シリーズ第1作でありながら、時系列上は最終作『メタルギアソリッドV』の後の物語にあたる。
同年12月にはファミリーコンピュータへ移植されるが、小島は関与していない。MSX2版は2004年に新アイテムや新モードが追加された携帯アプリ版がコナミネットDXで配信されている。また2005年発売のPlayStation 2用ソフト『メタルギアソリッド3 サブシスタンス』、2007年の『メタルギアソリッド3 20周年廉価版』への付録、2011年のPS3とXbox 360、2012年にPlayStation Vitaで発売された『メタルギア ソリッド HD エディション』にMSX2版を元にした復刻版が収録された。ほかi-revo（Windowsパソコン用）やWiiのバーチャルコンソールで配信された。
2008年、「ステルス要素を完全に取り入れた最初のビデオゲーム」として、ギネス世界記録「GAMER'S EDITION 2008」に認定された。

## ゲームシステム
軍事要塞に潜入し、アイテムを収集しながら進み、破壊目標であるメタルギアを目指す。マップ移動は1画面ごとの切り替え式。アイテムや無線通信による仲間からの情報を活用しながらゲームを進める。ライフが無くなるとゲームオーバー。
主人公はアイテムをほとんど何も持たない状態でスタートし、アイテムや銃器などの武器も現地調達である。さらに、敵兵や監視カメラの視界に入ったり、発砲してその音を聞かれたりすると敵に発見され、その画面内にいる敵兵が襲い掛かかる上、場合によっては画面外から敵兵が次々と出現する。そのため、敵兵に見つからずに潜入し、戦闘を避けて進むことが重要な要素となる。
敵兵は銃器で倒す以外にも、死角から敵兵に接近して殴打でも倒すことができ、特に銃器とサイレンサーを入手するまでは、殴打が事実上唯一の敵兵を倒す手段になる。また、殴打で倒すと敵兵がレーションや銃弾などのアイテムを落とすことがある（MSX版のみ）。敵兵の視界範囲は、敵兵が向いている方向の真正面のみであり、移動アルゴリズムも画面ごとに一定。
本作のみのシステムとしてランクシステムが存在する。マップのどこかにいる捕虜と接触することにより階級が徐々に上昇していき、これに伴ってライフや所持銃弾の最大値が上昇していく。逆に捕虜を殺害すると低下する。最大レベルでないとジェニファーとの通信が行えず、ロケットランチャー、コンパスが入手できないほか、メタルギア破壊に必要な数の爆薬を持てないため、最大レベルがゲームクリアの必須条件となる。
MSX版の標準のセーブ機能は、カセットテープへのセーブのみである。『コナミの新10倍カートリッジ』を併用すれば、フロッピーディスクへのセーブ（どこでもセーブ機能）が可能になる。ファミコン版はパスワード方式。

## 設定

### ストーリー
アウターヘブン蜂起
1995年。南アフリカ奥地、ガルツバーグの北200キロ。1980年代後半、英雄かつ狂人とうたわれた一人の傭兵によって、この地に武装要塞国家・OUTER HEAVEN（アウターヘブン）が作られた。彼は傭兵派遣会社でもあるOUTER HEAVENに世界中の優秀な傭兵を集めると、戦争を糧とし、兵士や軍備を世界の紛争地域へと「輸出」を開始する。危険すぎる戦闘国家の出現。しかし大国はこの存在を否定できず、暗黙裡に認めてきた。
ある時、NATO（北大西洋条約機構）は、世界の軍事史を塗り変えてしまう程の恐るべき殺戮兵器がOUTER HEAVENで開発されているという情報を各国の協力を得て入手する。米軍上層部はこの謎の兵器の情報を収集すべく、ハイテク特殊部隊「FOXHOUND」の出動を要請。コードネーム：グレイ・フォックスをOUTER HEAVENへと潜入させて、その兵器の破壊・妨害活動を命じた。しかし数日後、彼は「メタルギア…」という不可解な無線連絡を残して消息を絶ってしまう。
事態を重く見た米軍はFOXHOUNDに再び出動を命令、総司令官のBIGBOSSは新人隊員のソリッド・スネークを指名し、彼にすべてを託した。そしてソリッド・スネークはBIGBOSSの指揮のもと、無線機だけを片手にOUTER HEAVENに単独潜入することとなる。
「こちらBIGBOSS……。OPERATION INTRUDE N313。敵要塞、アウターヘブンに潜入。最終兵器メタルギアを破壊せよ。」
耳元で司令官BIGBOSSの声が響くと同時に特殊部隊FOXHOUNDの威信をかけた最も危険な潜入ミッションが開始された。

### キャラクター
ソリッド・スネーク（SOLID SNAKE）
本作の主人公で、ハイテク特殊部隊FOXHOUNDの新人隊員。23歳。消息を絶ったグレイ・フォックスに代わり、「アウターヘブン」への単独潜入任務に派遣される。
新人でありながら今回のような重大任務を任されたが、その意図は嘘の情報を持ち帰らせて情報攪乱を狙ったからであった。しかしその能力は黒幕の予想を遥かに超え、「アウターヘブン」を陥落にまで追い込む結果となった。
ビッグ・ボス（BIG BOSS）
FOXHOUND総司令官。今回の作戦にて新人のソリッド・スネークを「アウターヘブン」へと派遣し、自身は無線を通じて指示を出す。新たなアイテムを発見した場所で通信するとそのアイテムの使い方を説明するが、普段はこちらから呼びかけても応答が無い。しかし終盤になるとスネークを罠に誘導したり、作戦中止を訴えてゲーム機の電源を切るように命令するなど発言がおかしくなっていく。
その正体はアウターヘブンの統率者であり、今回の黒幕。スネークが意図を超えてメタルギア破壊まで成し遂げると現れ、で「オマエ　ハ　ヤリスギタ。ヤリスギタノダ！（お前はやりすぎた、やりすぎたのだ！）」と叫んでスネークに戦いを挑んでくる。エンディング後に「ワタシ　ハ　シナン・・・　イツカ、ケッチャク　ヲ　ツケヨウ。イツノヒカ・・・マタ　アオウ！（私は死なん…いつか、決着をつけよう。いつの日か…また会おう！）」という言葉を残す。
グレイ・フォックス（GRAY FOX）
FOXHOUND最高の隊員である事を示す「FOX」のコードネームを与えられた隊員。「恐るべき殺戮兵器」の破壊のためにアウターヘブンに潜入していたが、「メタルギア…」という無線連絡を残して消息を絶つ。アウターヘブンの地下牢に閉じ込められていたがスネークに助けられ、メタルギアの正体を教える。
ドラゴ・ペトロヴィッチ・マッドナー
東側の天才科学者であり、ロボットロジーの専門家。
一人娘のエレンと共にアメリカへの亡命途中に「アウターヘブン」に捕まる。TX-55「メタルギア」、TX-11「サイバロイド」などの開発者。現在のロボット工学、パワード・ギア技術の基礎を築き、「ロボット工学の父」と謳われる。
エレン・ペドロヴィッチ（復刻版ではエレン・マッドナー）
ドラゴ・ペトロヴィッチ・マッドナーの娘。元はボリショイ・バレエ団に所属する花形スター。父親と共に「アウターヘブン」に幽閉される。
カイル・シュナイダー（ブラック・カラー / 復刻版ではブラック・ニンジャ）
元建築設計技師、レジスタンスのリーダー。
「アウターヘブン」の設計スタッフに参加させられていたが妻子を殺されたことから地下活動に入る。鋭い洞察力と統率力でレジスタンス活動を展開する。主にアイテムの在り処を教えてくれる。要塞の内部構造に詳しい。終盤でアウターヘブンの統率者の正体をスネークに伝えようとした途端、何者かに襲撃されて連絡が途絶える。
ジェニファー
レジスタンスの一人。「アウターヘブン」に捕らわれた兄を救うため、自らメディカル・スタッフのひとりとして潜入。物理的にサポートしてくれる。プライドが高いため、階級が最大の状態でなければ通信に出ない。
ダイアン
レジスタンスの一人。元ポジティブ・パンク・バンド「THIN WALL」のボーカリスト。女の魅力を活かした諜報活動を行う。「アウターヘブン」の傭兵たちについて詳しい。主にボスキャラクターについての情報を教えてくれる。終盤でスネークを想っていたことを匂わせる発言をする。
スティーブ
レジスタンスの一人。ダイアンが応対できない時に登場するが、情報は何もくれない。
ショット・ガンナー（復刻版ではショット・メーカー）
元スペツナズ。ライアット・ガンの名手。秘密の独房の番人をしている。
マシンガン・キッド
マシンガンの使い手。元SAS（スペシャル・エアー・サービス）の隊員。
アーノルド （復刻版ではブラッディ・ブラッド）
アウターヘブンが開発したTX‐11型、サイバロイド。無敵の体を持つと言われるが、ロケットランチャーで倒すことが可能。
カワード・ダッグ（復刻版ではダーティ・ダック）
元過激テロ・グループ「エッグ・プラント」のリーダー。ブーメランを武器とする。「卑怯者（カワード、ダーティ）」の異名に相応しくジェニファーの兄と捕虜2人、そして正面から進むと開く落とし穴を盾にスネークと戦うが、本人の耐久力は低い。
ファイヤー・トルーパー
元GSG-9（グレンツ・シェッツ・グルッペ9）の隊員。火炎放射器を小銃のように扱う。

## 移植版
| No. | タイトル                                        | 発売日                                     | 対応機種                                                            | 開発元                                                  | 発売元                    | メディア                                       | 型式                                                                                                  | 備考                                      |
| --- | ----------------------------------------------- | ------------------------------------------ | ------------------------------------------------------------------- | ------------------------------------------------------- | ------------------------- | ---------------------------------------------- | --- | ----------------------------------------- |
| 1   | メタルギア                                      | 1987年12月22日 1988年6月 1989年3月         | ファミリーコンピュータ                                              | コナミ                                                  | コナミ Ultra Games コナミ | 1メガビット+64キロRAMロムカセット              | KDS-ME NES-ME-USA NES-ME-EEC                                                                          |                                           |
| 2   | Metal Gear                                      | 1990年6月                                  | コモドール64 PC/AT互換機                                            | Ultra Software                                          | Ultra Games               | フロッピーディスク                             | - |                                           |
| 3   | メタルギアソリッド ザ・ツインスネークス         | 2004年3月11日 2004年                       | ゲームキューブ                                                      | コナミ                                                  | コナミ                    | 8cm光ディスク                                  | DOL-P-GGSJ DOL-GGSE-USA DOL-GGSP-EUR                                                                  | ファミリーコンピュータ版の移植、非売品    |
| 4   | メタルギア                                      | 2004年8月18日                              | iアプリ EZアプリ Vアプリ                                            | コナミ                                                  | コナミ                    | ダウンロード （コナミネットDX）                | - | MSX2版の移植                              |
| 5   | メタルギアソリッド3 サブシスタンス              | 2005年12月22日 2006年3月14日 2006年10月6日 | PlayStation 2                                                       | 小島プロダクション                                      | KDE                       | DVD-ROM2枚組                                   | SLPM-66223 SLUS-21243                                                                                 | MSX2版の移植                              |
| 6   | メタルギア                                      | 2006年4月20日                              | Windows                                                             | コナミ                                                  | アイレボ                  | ダウンロード (i-revo)                          | - | MSX2版の移植                              |
| 7   | メタルギア                                      | 2009年12月8日                              | Wii                                                                 | コナミ                                                  | KDE                       | ダウンロード （バーチャルコンソール）          | - | MSX2版の移植                              |
| 8   | メタルギア ソリッド HD エディション             | 2011年11月8日 2011年11月23日 2012年2月3日  | PlayStation 3                                                       | 小島プロダクション ブルーポイントゲーム                 | KDE                       | BD-ROM                                         | - | MSX2版の移植                              |
| 9   | メタルギア ソリッド HD エディション             | 2012年6月12日 2012年6月28日 2012年6月29日  | PlayStation Vita                                                    | 小島プロダクション ブルーポイントゲーム ARMATURE STUDIO | KDE                       | PS Vitaカード                                  | - |                                           |
| 10  | メタルギア ソリッド: マスターコレクション Vol.1 | 2023年10月24日                             | PlayStation 4 PlayStation 5 Nintendo Switch Xbox Series X/S Windows | KDE エムツー                                            | KDE                       | UHD BD-ROM Switch専用ゲームカード ダウンロード | PS4 PPSA-14362 PS5 ELJM-30334 PPSA-14363 PPSA-14364 NSW HAC-P-BCK4A HAC-P-BCK5A XSXS INT 9NH7DCSM00R2 | MSX2、ファミリーコンピュータ、NES版の移植 |

### ファミリーコンピュータ版
1987年12月22日発売。FC（日本国外はNES）への移植は、FC専業チームによって開発され、小島秀夫は全く関与していない。ゲーム冒頭の潜入部分・敵の配置・ビル間のマップ（ビル内部のマップはある程度同じ）がほとんどMSX版と異なり、タイトルにもなっているメタルギアは名前だけで実物が登場しない（代わりに、メタルギアとアウターヘブンを管理するスーパーコンピュータと対峙することになる）。特に敵の配置は、マップが切り替わった瞬間必ず見つかってしまうという致命的なミスが数箇所にわたって発生しており、批判が強い。
敵兵に見つかったときの「!!」がなくなったほか、監視カメラに死角がある、フライングアーミーが飛行しないなど、難易度が下げられている。特に「!!」がなくなったことで敵兵に見つかっても隣の画面に移れば追跡が止むので、わざわざ敵兵に見つからないように移動する必然性が殆ど無くなっている。
小島は、TGSの『MGS』発売前トークショーで「あれはやらないで下さい」と話し、ラジオでは「僕が携っていないFC版『メタルギア』は糞ですよ、糞」と発言している。
北米向けに、NES版だけのオリジナルの続編『Snake's Revenge』が制作される。開発は日本で行われたが、こちらも小島は全く関与していない。その後に小島が書いた企画書をもとに、『メタルギア2 ソリッドスネーク』が制作される。
『ザ・ツインスネークス』のGC同梱版に特典として、ファミコン版を完全移植したGC用ディスクとして復刻されている。なお、復刻版は単体発売はなく非売品となっている。

### コモドール64版、PC/AT互換機（MS-DOS）版
NES版の移植。MSX2が発売されていない米国にてホームコンピューター向けに発売された。MSX2が発売されていた欧州では英語にローカライズされたMSX2版が発売されており他機種版は発売されていない。

## 開発

### 開発の経緯
企画当初の仮題は『INTRUDER』で、社内の企画コードは「N313」。これがそのままメタルギアのオペレーション名になった。
当初の企画では“バンバン敵を撃ちまくって進む”的なゲームを目指すものだったが、そもそもMSX2はゲーム機としての性能があまり高いものではなく、スプライト機能ひとつをとっても画面上に敵弾を多数表示できる性能ではないため、多数の処理を高速でこなさなくてはならないアクションゲームの開発はできなかった。しかしミリタリーアクションを作れと命じられていた監督の小島秀夫が、「戦闘シーンを作ることが困難なら、戦闘シーンを回避すること自体をゲームにすればいい」という逆転の発想をしたことで、「敵からひたすら逃げ回る」構想を経て「敵から隠れつつ進む」という画期的なシステムが誕生することになった。

### 他作品からの影響
本作は様々な映画から影響を受けていることで知られている。第一に挙げられるのがジョン・カーペンター監督の『ニューヨーク1997』（1981年）で、スネークという主人公名を拝借したほか、主人公が単身テロリストの本拠へ潜入するという舞台設定など多くの類似があり、本作を訴えるようカーペンターに勧める者もあったが、カーペンターは小島と良好な交友関係があったため訴訟は見送られた。
他にも、パッケージのスネークの立ち姿が『ターミネーター』（1984年）のカイル・リースに似ている、ボスキャラのTX-11型サイバロイド「アーノルド」が同映画でアーノルド・シュワルツェネッガーが演じたT-800型アンドロイドに似ている、初期のビッグボスの顔がショーン・コネリーそのものである、などが挙げられる。

### スタッフ
MSX2版
- メイン・プログラム：福井博幸
- サブ・プログラム：大塚友則、豊原浩司
- グラフィック・デザイン：たばたまさみ、ふじもとあずさ
- メイン・サウンド・エフェクト：水谷郁
- サブ・サウンド・エフェクト：たけのうちしげひろ、古川元亮
- ゲーム・デザイン：小島秀夫

ファミリーコンピュータ版
- メイン・プログラム：すぎもとよしひろ
- サブ・プログラム：上野雅弘
- グラフィック・デザイン：荻窪一仁
- サウンド・エフェクト：村岡一樹

## 評価
MSX2版
ゲーム本『美食倶楽部バカゲー専科外伝 謎のゲーム魔境3』（2002年、キルタイムコミュニケーション）では個人的評価を70点（満100点）とした上で、「初代の時点では、内容が斬新すぎたのか、まだあんまり話題になってなかった」と指摘した他、ファミリーコンピュータ版よりもMSX版の方が完成度が高いと肯定的に評価した。
ファミリーコンピュータ版
ゲーム誌『ファミコン通信』の「クロスレビュー」では合計24点（満40点）、『ファミリーコンピュータMagazine』の読者投票による「ゲーム通信簿」での評価は18.19点（満30点）。
| 項目 | キャラクタ | 音楽 | 操作性 | 熱中度 | お買得度 | オリジナリティ | 総合  |
| 得点 | 3.19       | 3.08 | 2.90   | 3.03   | 2.82     | 3.17           | 18.19 |